# Menhirs de Schönberg
Les menhirs de Schönberg sont deux mégalithes datant du Néolithique situés près de la commune de Schönberg, en Rhénanie-Palatinat (Allemagne).

## Situation
Les menhirs sont situés à moins de deux kilomètres au nord-est de Schönberg, à une trentaine de kilomètres à l'est de Trèves.
Le menhir no 1 se dresse au bord de la route qui relie Schönberg à Talling ; le menhir no 2 se trouve un kilomètre plus loin, à proximité de la route L150.

## Description
Il s'agit de deux monolithes composés de quartzite mesurant 2,85 m de haut, et 1,30 m de large.